# Arbeitsgericht Eupen (1940–1945)
Das Arbeitsgericht Eupen war ein deutsches Arbeitsgericht mit Sitz in Eupen.

## Geschichte
Gemäß Arbeitsgerichtsgesetz vom 23. Dezember 1926 wurden in Deutschland Arbeitsgerichte gebildet. Da das Gebiet Eupen-Malmedy 1919 an Belgien gekommen war, entstand dort kein Arbeitsgericht. Im Zweiten Weltkrieg wurden Belgien besetzt und Eupen-Malmedy am 18. Mai 1940 zurück in das Deutsche Reich eingegliedert. Durch Verordnung vom 19. September 1940 wurden das Arbeitsgericht Eupen errichtet und dem Landesarbeitsgericht Aachen zugeordnet. Sein Sprengel umfasste den Gerichtsbezirk des Amtsgerichts Eupen.
Im Jahre 1945 endete die deutsche Herrschaft in Eupen-Malmedy, und das Arbeitsgericht Eupen stellte seine Arbeit ein.
In Belgien entstand später das heutige belgische Arbeitsgericht Eupen.